# Mont (Houffalize)
Pour les articles homonymes, voir Mont.
Mont (en wallon Mont-dlé-Oufalijhe) est un village de l'Ardenne belge dans la province de Luxembourg de Belgique. Sis au nord-ouest de la ville de Houffalize il lui est administrativement rattachée (Région wallonne de Belgique). C'était une commune à part entière avant la fusion des communes de 1977.

## Étymologie
1067 Mons
Mont
Jadis, Mont-la-Ville (c'est-à-dire « Mont le centre du domaine ») par opposition à Montleban (jadis Mont-le-Ban)

## Démographie
- Source: INS recensements population

## Histoire
En 1795, fusionne avec Dinez et Willogne.
En 1823, fusionne avec les communes de Sommerain et Taverneux (avec Fontenaille).

## Personnalité
- Albin-Georges Terrien situe l'action de ses romans dans les villages de Bonnerue et Engreux.